# Sanya Dharmasakti
Sanya Dharmasakti (tailandés: สัญญา ธรรม ศักดิ์, RTGS: Sanya Thammasak, pronunciado [sǎn.jāː tʰām.mā.sàk]; 5 de abril de 1907 - 6 de enero de 2002) fue un jurista, profesor universitario y político tailandés. Se desempeñó como el 12º Primer ministro de Tailandia desde 1973 hasta 1975.
Sanya Dharmasakti fue una de las figuras más influyentes en la política de Tailandia. Se desempeñó como presidente de la Corte Suprema (1968-1973) y fue decano de la facultad de derecho y canciller de la Universidad de Thammasat durante el movimiento democrático de octubre de 1973. Cuando los "tres tiranos" huyeron, dejando al país sin líderes, Sanya fue nombrado primer ministro por mandato real (estableciendo un precedente ejercitado solo tres veces desde el nombramiento de primeros ministros). Sanya cumplió un segundo mandato consecutivo mediante una resolución de la Cámara de Representantes para una combinación de un total de 1 año, 124 días, durante los cuales ordenó el retiro de las fuerzas estadounidenses en lo que se llamó Operación Palacio Rayo. Sanya nombró un comité de redacción para la constitución de 1974, se desempeñó como vicepresidente del congreso constitucional, y el monarca le pidió que fuera el presidente del consejo privado.

## Biografía
Sanya Dharmasakti nació el viernes 5 de abril de 1907 en la provincia de Thonburi, en el centro de Tailandia. Su padre era el erudito budista de alto rango, Mahamtree, y el abad, Dhammasarnvetvisetpakdee Srisattayawatta Phiriyapaha o Thongdee Dharmasakti. Su madre fue Shuen Dharmmasarnvet. Sanya se casó con Pa-nga Dharmasakti, también conocida como Phenchart, quien murió en 2001. Tuvieron dos hijos, llamados Chartsak y Jakatham. Sanya Dharmasakti murió en el hospital Ramathibodi, Bangkok, el 6 de enero de 2002.
Sanya Dharmasakti fue al Colegio de la Asunción en 1914 y terminó la escuela secundaria, especializándose en inglés en 1925. Fue a la escuela de derecho del Ministerio de Justicia durante tres años, se graduó en 1928. Obtuvo la calificación más alta y recibió la beca Rapheeboonnithi. Esta beca le permitió estudiar derecho en Inglaterra en el Templo Medio durante tres años. En 1932 trabajó para una firma de abogados inglesa.
Palace Lightning fue el nombre dado al plan por el cual la USAF retiró sus aviones y personal de Tailandia. Después de la caída de los gobiernos apoyados por Estados Unidos tanto en Phnom Penh como en Saigón en la primavera de 1975, el clima político entre Washington y el gobierno del juez Sanya se agrió, y se ordenó a las fuerzas militares estadounidenses que se retiraran a finales de año. Las unidades del Comando Aéreo Estratégico partieron en diciembre de 1975; Sin embargo, el campo de aviación de la Royal Thai Navy, U-Tapao, permaneció bajo el control de los EE. UU. Hasta que fue entregado formalmente al gobierno tailandés el 13 de junio de 1976.